# Bijzonder Bijstandsteam
Het Bijzonder Bijstandsteam, bijgenaamd de Bottinekes, kortweg BBT, was een interventiegroep van de Antwerpse politie die ingreep bij crisissituaties.
Het BBT werd voornamelijk ingezet binnen de politiezone Antwerpen en in bepaalde gevallen in de lokale politiezones in de regio Antwerpen en was een soort lokale variant van de speciale eenheid (CGSU) van de Federale Politie. De taken zijn overgenomen door het nieuwe Snelleresponsteam. In Nederland gebruikt men hiervoor het Aanhoudings- en Ondersteuningsteam.

## Taken
- Optreden in vuurwapengevaarlijke situaties en aanhouding vuurwapengevaarlijke personen
- Optreden bij tactisch complexe aanhoudingen
- Beveiligingsopdrachten (personen, arrestanten, verdachten,... )

## Verschil BBT/CGSU
Het BBT was een gespecialiseerde bijstandseenheid van de lokale politie Antwerpen die op korte termijn kon worden ingezet voor bepaalde situaties (zie taken) binnen de politiezone Antwerpen of (in bepaalde gevallen) daarbuiten.
Het CGSU van de federale politie is een speciale eenheid die op korte termijn kan worden ingezet binnen lokale politiezones of voor andere federale eenheden binnen het ganse Rijk.
Gezien het feit dat zij vanuit de politiezone Antwerpen werkten, waren ze eerder op de hoogte en ter plaatse zijn dan het CGSU. Er bestonden dan ook duidelijke afspraken tussen het CGSU en het BBT. Binnen het Antwerpse nam het BBT voor bepaalde situaties (gijzeling, fort-chabrol (verschanst gewapend persoon), anti-terreur, ...) een beveiligingsperimeter innemen in afwachting van het ter plaatse komen van het CGSU.

## Dood van Jonathan Jacob
In februari 2013 raakte het Bijzonder Bijstandsteam in opspraak nadat het tv-programma Panorama beelden publiceerde over de betrokkenheid bij de dood van de 26-jarige Jonathan Jacob op 6 januari 2010. Tijdens de duur van het onderzoek bleven de betrokken agenten in dienst. Na schuldig verklaard te zijn door de rechtbank van eerste aanleg zijn de agenten in beroep gegaan. Het hof van beroep heeft op 27 februari 2017 beslist is om de teamleider 9 maanden celstraf met uitstel te geven en de andere agenten 6 maanden.